# Каптал

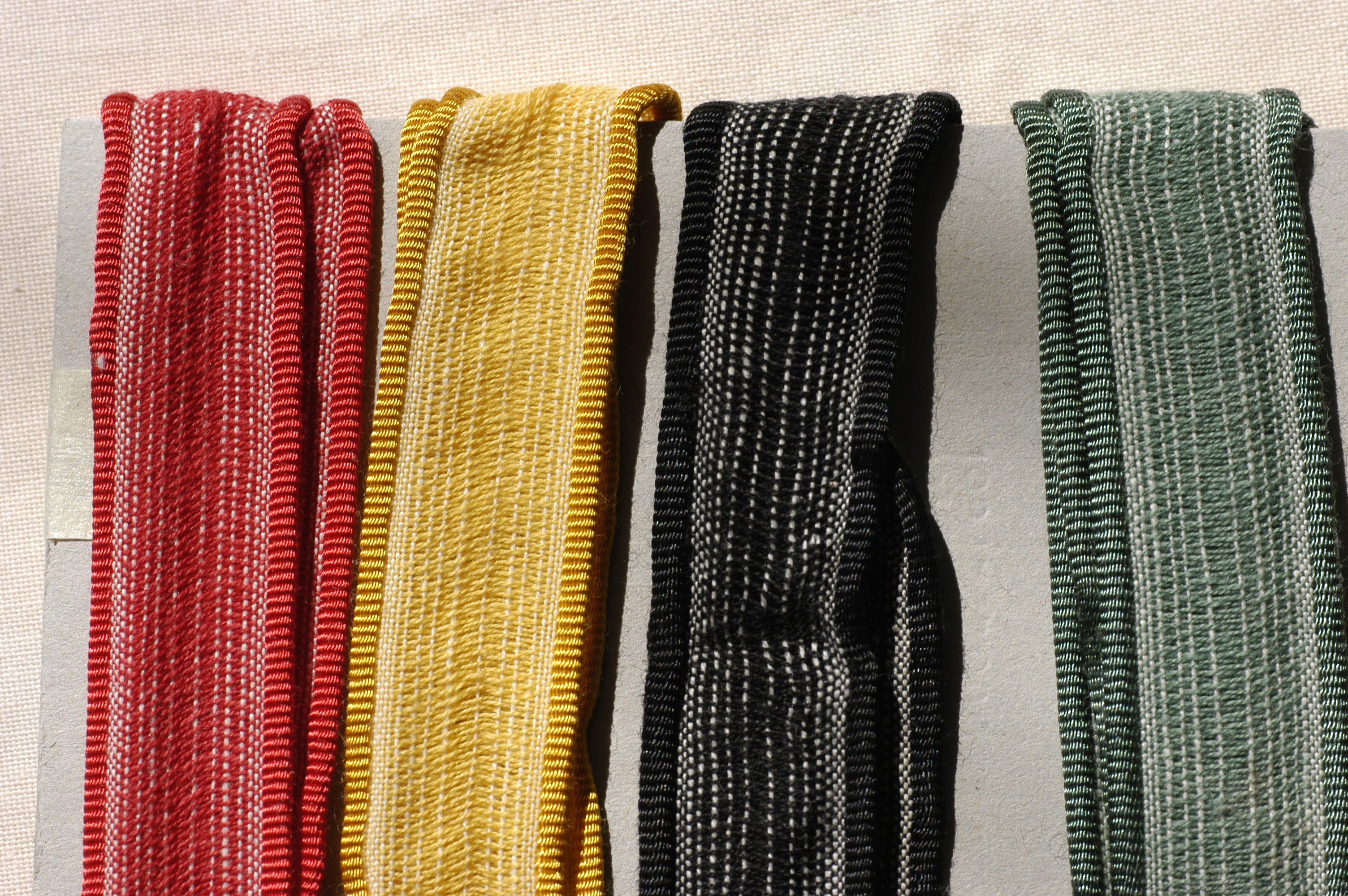
Стрічки для виготовлення капталу

Каптал — смужка тканинного матеріалу (наявний, коли видання в палітурці), що кріпиться до зібраних докупи книжкових зошитів, із потовщенням зверху і знизу, може бути з кольоровим окантуванням на кінцях.
Каптал слугує для скріплення книжкового блока та для прикрашення зовнішнього вигляду видання. Колір окантовки зазвичай доповнює кольорову схему видання.

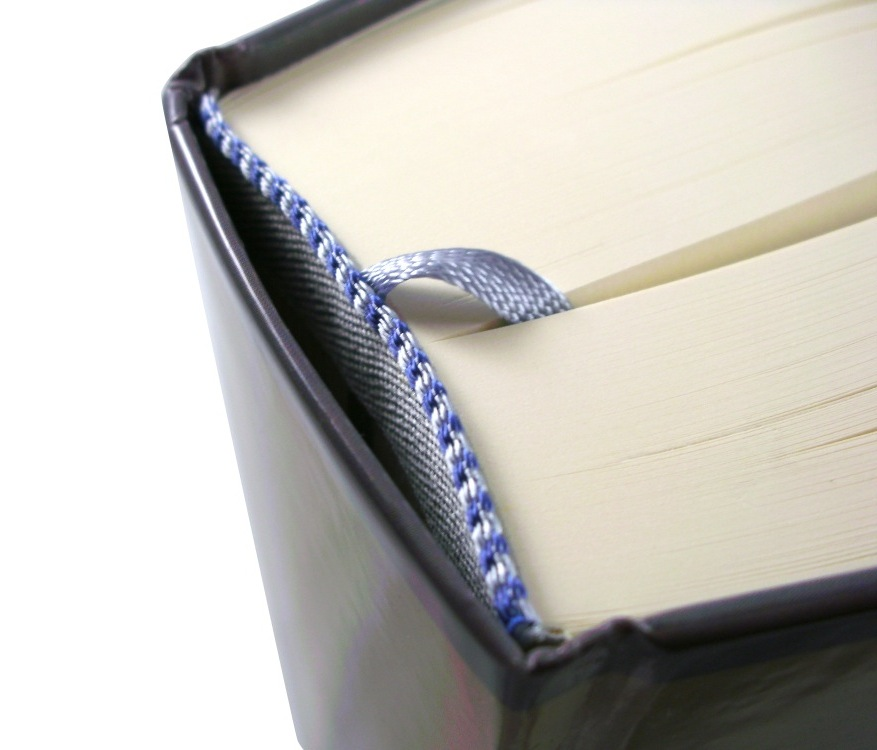
Каптал, до якого прикріплено закладку-лясе

## Різновиди капталів
1. Плетений нитковий каптал.
2. Плетений каптал зі смужки шкіри.
3. Тканинний каптал.